# Jean-Charles Nault
Pour les articles homonymes, voir Nault.
Jean-Charles Nault, O.S.B., né le 11 mai 1970, est un moine bénédictin français de l'abbaye de Saint-Wandrille, en France. Docteur en théologie, il est depuis 2009 le père abbé de son abbaye.

## Biographie
Jean-Charles Nault entre à l'abbaye de Saint-Wandrille en 1988, il y fait sa profession religieuse monastique en 1990. Il est ordonné prêtre le 5 juillet 1997 en l'abbatiale par Joseph Duval, archevêque de Rouen, en même temps que Ludovic Lécuru et Olivier Segond.
Maître des novices pendant huit ans, il est professeur de théologie morale au studium de l'abbaye. Il est prieur claustral de 2005 à 2009.
Souvent envoyé pour des visites canoniques de diverses communautés, il a mené notamment la visite apostolique qui a conduit à la manifestation de la crise de gouvernance des Dominicaines du Saint-Esprit de Pontcallec sous l'autorité du cardinal Ouellet, préfet de la Congrégation pour les évêques, en 2020-21. Il est sanctionné par le tribunal civil de Lorient le 3 avril 2024, avec le cardinal Ouellet et la communauté des Dominicaines du Saint-Esprit, au sujet du renvoi "sans motif" d'une religieuse de cette congrégation.
Son frère aîné, Jean-Philippe Nault, est évêque de Digne puis de Nice.

## Docteur en théologie
En 2001, il soutient sa thèse de théologie à l'Institut Jean-Paul II de l'université du Latran. Sa thèse porte sur l'acédie, considérée par l'Église comme l'un des sept péchés capitaux. Il prône une reprise en compte de l'acédie dans la morale actuelle.
Il publie sa thèse aux éditions du Cerf sous le titre La Saveur de Dieu. En 2004, cet ouvrage a été couronné par le prix Henri de Lubac. Le président du comité du prix, Joseph Ratzinger, futur Benoît XVI, dit : « Le titre bien suggestif, La saveur de Dieu, est plus qu'une invitation à retrouver la joie du dynamisme de l'agir humain tendu vers Dieu. Je vous remercie pour cette précieuse contribution scientifique sur l'acédie. Elle servira sans aucun doute à beaucoup d'âmes, assoiffées de perfection, à retrouver les délices d'une vie spirituelle abreuvée à la source intarissable de l'Amour éternel. »

## Postulateur de la cause de béatification du professeur Jérôme Lejeune
La Congrégation pour les causes des saints a émis le nihil obstat pour l'introduction de la cause de béatification et canonisation du Professeur Jérôme Lejeune. Le 28 juin 2007, le procès diocésain s'ouvre à Paris. André Vingt-Trois fut représenté par Jérôme Beau. C'est ce jour-là que les membres du tribunal, les experts de la commission historique, le postulateur et la vice-postulatrice, Aude Dugast, ont prêté le traditionnel serment des évangiles.
Jean-Charles Nault a réuni l'ensemble des écrits publiés par et sur le professeur Jérôme Lejeune. Trois commissions d'experts, d'historiens et de théologiens ont étudié ces documents. L'enquête diocésaine a été clôturée le 11 avril 2011. Douze caisses scellées et 10 000 à 15 000 pages ont été transmises à la Congrégation des causes des saints.

## 82epèreabbé de Saint Wandrille
Après la démission pour raison d'âge de Pierre Massein, sous la présidence de l'abbé bénédictin de Solesmes, 31 profès solennels (et 5 votes par procuration) sont réunis, le 22 avril 2009, dans la salle du chapitre de Saint Wandrille. Jean-Charles Nault recueille les deux tiers des voix requis des capitulants et est donc élu Père Abbé.
Jean-Charles Nault choisit pour devise : Sicut qui ministrat (« comme celui qui sert ») et pour blason abbatial : d'argent à la barre de gueules chargée de trois fleurs de lys d'or, accompagnée de deux coquilles de pèlerin de sable.
Le 1er juin, mémoire de saint Vulfran, Jean-Charles Descubes, archevêque de Rouen, Robert Le Gall, archevêque de Toulouse, Michel Guyard, évêque du Havre, le métropolite orthodoxe roumain pour l'Europe du Nord, Sérafim, les abbés bénédictins de Solesmes, Fontgombault, Vaals, Kergonan, Randol, Triors, Saint-Benoît-du-Lac, Landévennec, Saint-Benoît-sur-Loire, l'abbé émérite de Wisques, les abbés cistercien de La Trappe, l'abbé prémontré de Mondaye, l'higoumène Gabriel Aubert du monastère orthodoxe Saint Nicolas de la Dalmerie, le supérieur de Notre Dame d'Espérance, le modérateur de la communauté Saint-Martin, le représentant du Saint Siège auprès de l'UNESCO à Paris assistent à la bénédiction abbatiale présidée par Jean-Charles Descubes.
À cette occasion, le reliquaire du crâne de Saint Vulfran rejoint définitivement le trésor de l'abbaye.

## Ouvrages
- Jean-Charles Nault (préf. Livio Melina (en)), La Saveur de Dieu : L'acédie dans le dynamisme de l'âme, Paris, Cerf, coll. « Cogitatio fidei » (réimpr. 2006)Prix Henri de Lubac
- Jean-Charles Nault (préf. du cardinal Marc Ouellet), Le Démon de Midi : L'Acédie mal obscur de notre temps, Dijon, éditions de L'échelle de Jacob, 2013
- Contributions diverses, notamment dans la revue Communio, en 2004 et 2006[5].